# Sakarlı, Kırkağaç
Sakarlı là một xã thuộc huyện Kırkağaç, tỉnh Manisa, Thổ Nhĩ Kỳ. Dân số thời điểm năm 2011 là 187 người.